# Littorella
Littorella este un gen de plante din familia  Plantaginaceae.

## Specii
Cuprinde  2 specii.